# 7362 Rogerbyrd
7362 Rogerbyrd eller 1996 EY är en asteroid i huvudbältet som upptäcktes den 15 mars 1996 av NEAT vid Haleakalā-observatoriet. Den är uppkallad efter Roger Byrd.
Den tillhör asteroidgruppen Nysa.